# Гіпохлорит натрію
Гіпохлори́т на́трію, на́трій гіпохлори́т — неорганічна сполука, сіль гіпохлоритної кислоти складу NaClO. Тривіальна (історична) назва водного розчину солі — «лабаракова вода».
Має  антисептичні та  дезінфікуючі властивості. Використовується як побутовий та промисловий  відбілювач і дезінфектант, засіб очищення і знезараження води, окисник для деяких процесів промислового хімічного виробництва. Як бактерицидний і  стерилізуючий засіб застосовується в медицині, харчовій промисловості та сільському господарстві.
Міжнародне видавництво «Greenwood Press» внесло гіпохлорит натрію до списку «100 найважливіших хімічних сполук» (2007).

## Фізичні властивості
Сполука у вільному стані дуже нестійка, зазвичай використовується у вигляді стабільного пентагідрату NaOCl·5H2O або водного розчину, має характерний різкий запах хлору і високі корозійні властивості. 

## Отримання
Промисловим методом отримання гіпохлориту натрію є реакція між газуватим хлором та розчином гідроксиду натрію:
{\displaystyle \mathrm {2NaOH+Cl_{2}{\xrightarrow {35^{o}C}}NaClO+NaCl+H_{2}O} }
Обов'язковими вимогами до проведення синтезу є:
- дотримання температурного режиму (не більше 35 °C);
- постійно лужне середовище у реакційній суміші;
- відсутність домішок заліза, марганцю, кобальту, нікелю;
- уникнення великих концентрацій хлору в систему (не більше 150 г/л). При перевищенні цієї позначки утворений гіпохлорит розкладається сильніше, що призводить до перевитрат виробничих ресурсів.

Також застосовується синтез гіпохлориту електролізом солі хлориду натрію. Хлорид-аніон окиснюється на аноді до вільного хлору:
{\displaystyle \mathrm {2Cl^{-}{\xrightarrow {-2e^{-}}}Cl_{2}\uparrow } }
Отриманий хлор, розчиняючись у воді, утворює хлоридну кислоту (сильний електроліт, який добре дисоціює) та гіпохлоритну (слабкий, погано дисоціює):
{\displaystyle \mathrm {Cl_{2}+H_{2}O{\xrightarrow {}}2H^{+}+Cl^{-}+ClO^{-}} }
Утворення гіпохлоритної кислоти і гіпохлорит-іонів припиняється при перенасиченні розчину хлором, при pH 2—3 хлор починає виділяться із системи.
Паралельно на катоді відбувається відновлення з утворенням гідроксид-аніонів:
{\displaystyle \mathrm {H_{2}O{\xrightarrow {+2e^{-}}}OH^{-}+H_{2}\uparrow } }
Утворені гідроксид-іони компенсують іони H+, а тому сумарний pH системи знаходиться на рівні 7—9. За цих умов концентрація розчиненого хлору залишається досить низькою для утворення газуватого хлору і гіпохлорит-іони синтезуються як основний продукт.

## Хімічні властивості
Сполука — сильний окисник, містить 95,2% активного хлору.  Під «активним хлором» розуміється кількість хлору, що виділяється при взаємодії з  HCl. У чистому хлорі міститься 100% «активного хлору». Вміст «активного хлору» у відсотках розраховується як відношення маси одного моля хлору (70,9 г) до маси шуканого речовини, здатної при реакції з HCl виділити один моль хлору (74,5 г для NaOCl). 
Гіпохлорит натрію зазвичай перебуває у більш стійкій формі кристалогідрату NaOCl·5H2O, яка дегідратується в присутності осушувачів (наприклад, сульфатної кислоти):
{\displaystyle \mathrm {NaClO\cdot 5H_{2}O{\xrightarrow {[H_{2}SO_{4}]}}NaClO+5H_{2}O} }
Безводний гіпохлорит є малостійким, навіть при незначному підвищенні температури починає розкладатися:
{\displaystyle \mathrm {3NaClO{\xrightarrow {30-50^{o}C}}NaClO_{3}+2NaCl} }
{\displaystyle \mathrm {2NaClO{\xrightarrow {>70^{o}C}}2NaCl+O_{2}} }
У водних розчинах може зазнавати гідролізу, утворюючи гіпохлоритну кислоту:
{\displaystyle \mathrm {NaClO+H_{2}O\rightleftarrows HClO+NaOH} }
При нагріванні розчинів (розведеного або концентрованого) розкладається аналогічно до твердої речовини:
{\displaystyle \mathrm {3NaClO{\xrightarrow {t}}NaClO_{3}+2NaCl} }
{\displaystyle \mathrm {2NaClO(conc.){\xrightarrow {t}}2NaCl+O_{2}} } (при кип'ятінні)
При взаємодії гіпохлориту з концентрованою хлоридною кислотою виділяється хлор:
{\displaystyle \mathrm {NaClO+2HCl(conc.){\xrightarrow {}}Cl_{2}\uparrow +NaCl+H_{2}O} }
Гіпохлорит натрію проявляє сильні окисні властивості:
{\displaystyle \mathrm {5NaClO+2NaOH+I_{2}{\xrightarrow {}}5NaCl+2NaIO_{3}+H_{2}O} }
Сполука може поглинати вуглекислий газ із повітря і частково втрачати свої властивості (тому її треба зберігати у щільно закритих контейнерах):
{\displaystyle \mathrm {NaClO+CO_{2}+H_{2}O{\xrightarrow {}}Na_{2}CO_{3}+2HClO} }

## Застосування
Гіпохлорит натрію, як і більшість інших гіпохлоритів, застосовується у целюлозній промисловості. Перевагою використання саме NaClO є більша міцність та яскравість обробленої целюлози.
Гіпохлорит натрію знаходить широке застосування в побутовій хімії і входить як активний інгредієнт до численних засобів, призначених для відбілювання, очищення та дезінфекції поверхонь і матеріалів. Серед них найбільш відомий відбілювач «Білизна». Засіб являє собою розчин гіпохлориту натрію, який призначується для відбілювання й видалення плям з білих бавовняних і лляних тканин, для миття та дезінфекції посуду, облицювальної плитки, сантехніки тощо.
Може застосовуватися для дезінфекції акваріумів і обладнання. Зазвичай фасується в поліетиленові пляшки місткістю до 1 л.
У стоматології застосовується як основний антисептик у вигляді 3-5,25% водного розчину, для промивання кореневих каналів зуба від залишків органічних речовин (бактерій і пульпи). 
При необережному використанні можливі такі наслідки, як білі плями на одязі, хімічний опік шкіри й слизової оболонки ротової порожнини або очей, виражена екструзія гіпохлориту натрію за вершину кореня в оточуючі тканини зуба і гіпохлоритова аварія (виведення гіпохлориту натрію за вершину кореня у венозний кровотік). 